# Jones in the Fast Lane
Jones in the Fast Lane ist ein Computerspiel, welches 1991 von Sierra On-Line für MS-DOS veröffentlicht wurde. Es existiert eine vollständig gesprochene Version des Spiels, welche kurze Zeit später erschien.
Jones in the Fast Lane gilt als eines der ersten Beispiele für gezielte und auf die Grundlagen reduzierte Lebenssimulation in einem Spiel. Spielerisch repräsentiert man eine von vier möglichen Personen, die sich wochenweise durch ihr Leben bewegen. Dabei geht es hauptsächlich um die Befriedigung von Grundbedürfnissen (Wohnung, Essen, Kleidung, Bildung), welche durch bezahlte Arbeit finanziert werden. Werden diese Grundbedürfnisse nicht oder nur teilweise befriedigt, erhält man Mali für kommende Wochen. Die Arbeitsstellen haben jeweils bestimmte Voraussetzungen wie Erfahrung und Bildung, die es zu erfüllen gilt. Zufallsereignisse am Ende jeder Woche führen ein leichtes Zufallselement ein.
Während des Spiels bewegt man sich auf einer brettspielähnlichen Karte, die in sich konsistent ist. Jedes Feld repräsentiert sowohl eine Arbeitsmöglichkeit als auch ein für das Spiel notwendiges Steuerelement wie Nahrungserwerb, Mietzahlungen oder Weiterbildung. Bewegungen zwischen den Feldern kosten ebenso Zeit (eine Spielwoche ist in mehrere Unterabschnitte eingeteilt, welche die Grundeinheit von Handlungen bilden) wie jede Menühandlung selbst.
Das Ziel des Spiels kann frei gewählt werden. Entweder gibt man bestimmte zu erreichende Grenzen für die einzelnen Kategorien wie Zufriedenheit oder Einkommen an, die man dann im Endlosspiel zu erreichen versucht, oder man spielt gegen menschliche oder computergesteuerte Gegner darum, die Grenzen zuerst zu erreichen.

## Rezeption
Es handele sich um ein Gesellschaftsspiel. Die Grafik sei ordentlich aber nicht überragend. Die knappe Anleitung sei ausreichend.